# Tiro con l'arco ai III Giochi paralimpici estivi
Per il tiro con l'arco ai Giochi paralimpici estivi di Tel Aviv 1968 furono assegnati 13 titoli (8 maschili e 5 femminili). Presero parte alle gare 154 arcieri da 24 nazioni differenti.

## Nazioni partecipanti
- Australia (8)
- Belgio (8)
- Canada (1)
- Corea del Sud (3)
- Danimarca (1)
- Francia (12)
- Germania Ovest (14)
- Giamaica (6)
- Giappone (6)
- Gran Bretagna (15)
- India (4)
- Irlanda (1)
- Israele (4)
- Italia (4)
- Malta (1)
- Norvegia (6)
- Nuova Zelanda (5)
- Paesi Bassi (5)
- Rhodesia (3)
- Spagna (3)
- Svezia (9)
- Svizzera (11)
- Stati Uniti (21)
- Sudafrica (3)

## Medagliere
| Posizione | Paese          | Oro | Argento | Bronzo | Totale |
| --------- | -------------- | --- | ------- | ------ | ------ |
| 1         | Stati Uniti    | 3   | 3       | 5      | 11     |
| 2         | Gran Bretagna  | 2   | 2       | 1      | 5      |
| 3         | Australia      | 2   | 2       | 0      | 4      |
| 4         | Francia        | 2   | 1       | 2      | 5      |
| 5         | Sudafrica      | 2   | 0       | 0      | 2      |
| 6         | Germania Ovest | 1   | 1       | 1      | 3      |
| 7         | Paesi Bassi    | 1   | 1       | 0      | 2      |
| 8         | Svezia         | 0   | 2       | 0      | 2      |
| 9         | Irlanda        | 0   | 1       | 0      | 1      |
| 10        | Svizzera       | 0   | 0       | 2      | 2      |
| 11        | Italia         | 0   | 0       | 1      | 1      |
| Totale    | Totale         | 13  | 13      | 12     | 38     |

## Podi

### Gare maschili
| Evento                         | Oro                                                       | Argento                                                | Bronzo                                                    |
| Albion round open              | Australia - Tony South                                    | Paesi Bassi - Popke Popkema                            | Stati Uniti - Klemens                                     |
| Albion a squadre               | Stati Uniti Gene Geissinger Thomas D. Kelderhouse Klemens | Gran Bretagna Tony Potter John Robertson Dennis Slough | Francia David Trouverie Ventadour                         |
| Columbia round open            | Australia - Alan Conn                                     | Stati Uniti - Reno Levis                               | Italia - Giuliano Koten                                   |
| Columbia a squadre             | Stati Uniti Classon Reno Levis O'Donnell                  | Germania Ovest Luft P. Prothmann Heinz Simon           | Svizzera Gilbert Gauthier Rudolf Pluer Andre Sironi       |
| FITA round open                | Paesi Bassi - Popke Popkema                               | Australia - Tony South                                 | Germania Ovest - Elbracht                                 |
| FITA a squadre                 | Germania Ovest Elbracht Gobel Schaede                     | Gran Bretagna Tony Potter John Robertson Dennis Slough | Stati Uniti Gene Geissinger Thomas D. Kelderhouse Klemens |
| St. Nicholas round cervicali   | Gran Bretagna - Derek Nicholson                           | Australia - Allan McLucas                              | Gran Bretagna - Stephen Bradshaw                          |
| St. Nicholas round paraplegici | Stati Uniti - Arballo                                     | Francia - Nadal                                        | Francia - Guesnon                                         |

### Gare femminili
| Evento                         | Oro                           | Argento                      | Bronzo                    |
| Albion round open              | Sudafrica - Margaret Harriman | Stati Uniti - Judy Webb      | Svizzera - Arlette Keller |
| Columbia round open            | Francia - Mireille Marraschin | Stati Uniti - Soulek         | Stati Uniti - Cornett     |
| FITA round open                | Sudafrica - Margaret Harriman | Svezia - Rodaster            | Stati Uniti - Judy Webb   |
| St. Nicholas round cervicali   | Gran Bretagna - Ruth Brooks   | Irlanda - Rosaleen Gallagher | Nessuno                   |
| St. Nicholas round paraplegici | Francia - Girard              | Svezia - Johansson           | Stati Uniti - Moore       |